# 切爾翁卡
51°22′18″N 28°7′17″E / 51.37167°N 28.12139°E
切爾翁卡（烏克蘭語：Червонка），是烏克蘭北部的村莊，隸屬日托米爾州的科羅斯滕區。該村始建於1812年，面積0.66平方公里，海拔高度200米，2001年人口55，人口密度每平方公里83.33人。